# Fyre & Flammer
Fyre&flammer er en lang række teenagebøger til piger i alderen 12-16 år, skrevet af den engelske forfatter Cathy Hopkins med originaltitlen Mates, Dates .
I hver bog følger du fire, 15-årige piger som hver har deres problemer at rode med.

## Bogliste
Der er for nuværende, (2009), udgivet 16 bøger:
- Fyre&flammer – og oppustlige bh'er
- Fyre&flammer – og kosmiske kys
- Fyre&flammer – og portobello prinsesser
- Fyre&flammer – og bekendelser i sofahjørnet
- Fyre&flammer – single for en sommer
- Fyre&flammer – og frygtelige fejltagelser
- Fyre&flammer – og score smil
- Fyre&flammer – og forbudte fristelser
- Fyre&flammer – og en flirt i firenze
- Fyre&flammer – og chokolade chok
- Fyre&flammer – og bling bling brillianter
- Fyre&flammer – sitrende sommer
- Fyre&flammer – Guide til dit liv
- Fyre&flammer – Grøn guide
- Fyre&flammer – Flirt – en guide til alle piger
- Fyre&flammer – Lucy & Tony afslører alt

### Hovedpersoner
De fire hovedpersoner er:
- Lucy
- Izzie/Iz (Isobel)
- Nesta
- TJ (Theresa Joanne)